# یگارسبورگ
یگارسبورگ (به آلمانی: Jägersburg) یک منطقهٔ مسکونی در آلمان است که در همبورگ (سار) واقع شده‌است. یگارسبورگ ۳٬۰۹۹ نفر جمعیت دارد.